# Leyte
|  | Per a altres significats, vegeu «província de Leyte». |

Leyte és una illa del grup de les Visayas, dins l'arxipèlag de les Filipines. Té una extensió de 7.368 km² i una població d'1.935.098 habitants (2007).
Fa uns 180 km de longitud a l'eix nord-sud i uns 65 km d'amplària màxima. Al nord té l'illa de Samar, de la qual la separa l'estret de San Juanico, de només 2 km d'ample. També al nord hi ha la província insular de Biliran, unida a Leyte per un pont sobre l'angost estret de Biliran. Al sud, està separada de l'illa de Mindanao per l'estret de Surigao. A l'est, Leyte s'obre a la mar de les Filipines i a l'oceà Pacífic; juntament amb Samar al nord-est i Dinagat al sud-est forma el golf de Leyte. A l'oest es troben les illes de Cebu i Bohol.
Leyte és una illa muntanyosa principalment recoberta de selva, tot i que la vall de Leyte, al nord-est, es dedica majoritàriament a l'agricultura.

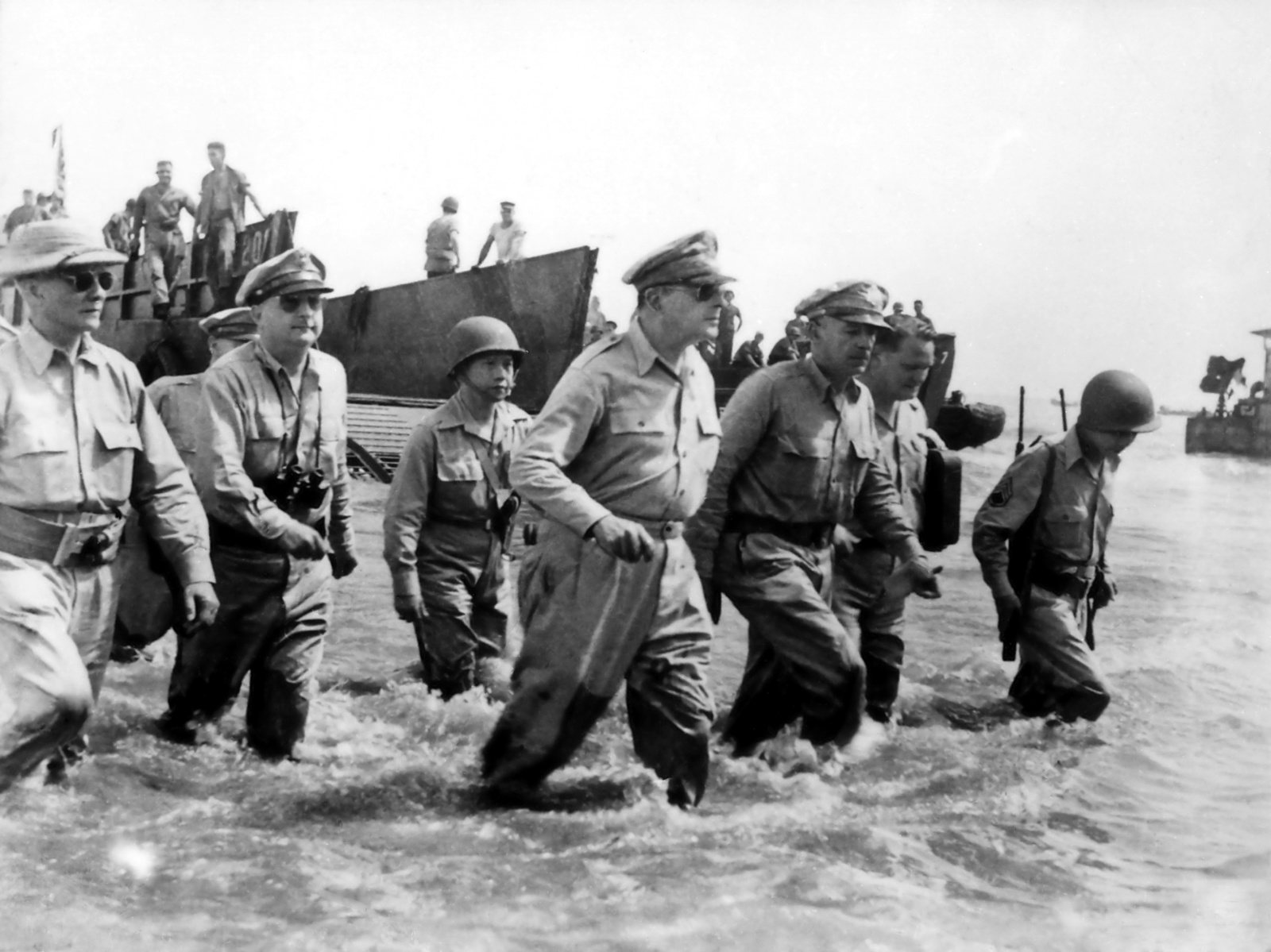
El general MacArthur i el seu estat major desembarcant a Palo Beach (Leyte) el 20 d'octubre de 1944

Administrativament, l'illa es divideix en dues províncies, Leyte i Leyte Meridional. Aquesta darrera inclou també l'illa de Panaon, mentre que la de Biliran, al nord, que tradicionalment havia pertangut a la província de Leyte, des del 1992 compta amb una província pròpia.
Les ciutats principals són Tacloban, a la costa oriental, vora el golf de Leyte, i Ormoc, a la costa oest.
Leyte és coneguda sobretot pel seu paper en la reconquesta de les Filipines per part dels Aliats durant la Segona Guerra Mundial. El 20 d'octubre de 1944, el general Douglas MacArthur va desembarcar a Leyte, on va pronunciar el seu cèlebre «He tornat!» («I have returned»). Els japonesos, per la seva banda, van presentar una forta resistència i se'n va derivar la batalla de Leyte i, arran de les nombroses forces marítimes que hi eren presents, la batalla del Golf de Leyte, que va durar quatre dies i es considera la batalla naval més gran de la història.
Avui dia, Leyte és coneguda per les seves centrals geotèrmiques, prop d'Ormoc.